# Björn Gelotte
Björn Gelotte (né en 1975) est le guitariste du groupe suédois In Flames, dont il était batteur avant l'enregistrement de l'album Colony. Il a aussi joué dans le groupe Sight.
Björn a été élevé dans une famille de six enfants. La plupart de ses frères et sœurs sont d'ailleurs aussi dans le domaine de la musique. Son frère Adam est batteur dans le groupe ColdTears et sa sœur Emma chante dans le groupe All Ends. Il a d'ailleurs créé ce groupe avec Jesper Stromblad et ils y écrivaient la musique. Cependant, Jesper et Emma ne font plus partie des membres du groupe.
Il utilise
- Guitares:
  - Gibson Les Paul custom
  - Epiphone Björn Gelotte Les Paul custom
  - Epiphone Björn Gelotte Les Paul custom "Jotun"
  - ESP Eclipse

- Amps:
  - Peavey 5150
  - EVH 5150 III
  - Mesa Boogie Dual Rectifier
  - Marshall JCM800

- FX:
  - Line 6 Pod XT
  - Dunlop Cry Baby 95q Wha Wha
- Cordes
  - Dunlop Custom Electric Clearcoat 12, 16, 22, 38, 52, 68

## Discographie

### En tant que guitariste
- Colony, In Flames, 1999
- Clayman, In Flames, 2000
- Reroute To Remain, In Flames, 2002
- Trigger (EP), In Flames, 2003
- Soundtrack To Your Escape, In Flames, 2004
- Come Clarity, In Flames, 2006. Il a aussi coproduit la partie guitare-basse avec Anders Fridén
- A Sense of Purpose, In Flames, 2008
- Sounds of a Playground Fading, In Flames, 2011
- Siren Charms, In Flames, 2014
- Battles, In Flames, 2016
- I, the Mask, In Flames 2019
- Foregone, In Flames 2023

### En tant que batteur
- The Jester Race, In Flames, 1995
- Black-Ash Inheritance (EP), In Flames, 1997
- Whoracle, In Flames, 2016